# 영주 석포리 야일당
영주 석포리 야일당(榮州 石浦里 野逸堂)은 대한민국 경상북도 영주시 이산면 석포리에 있는 정자이다. 2010년 3월 11일 경상북도의 문화재자료 제566호로 지정되었다.

## 개요
야일당(野逸堂) 김란(金鑾)이 건립한 정자인데, 정자의 우측에는 ☐자형의 정침이 나란히 배치되어 있다.
정자인 야일당은 원래 동포마을에 있었으나, 일찍이 수해로 무너져 뒤쪽 골짜기인 현 위치로 이건하였다고 한다. 중건기에 따르면 증손인 김휴열이 중건하고 7대손인 김낙표가 중수하였다고 하는데, 건물의 구조 등으로 미루어 보아 정자는 김휴열이 중건한 것으로 보이고 정침은 김낙표가 중수한 것으로 보인다.
야일당은 정면 3칸 측면 1칸 반 규모의 맞배기와집이다. 평면은 좌측에 대청 1칸을 두고 우측에 온돌방 2칸을 연접시킨 후, 전면에는 반 칸 규모의 퇴칸을 두었다. 대청 배면 상부에는 감실을 설치하였고, 좌측 벽면의 중방과 하방 사이에는 작은 쌍여닫이 판문을 설치하였다.
정침은 정면 5칸 측면 5칸 반 규모의 ☐자형 건물이다. 평면은 중문칸을 중심으로 좌측에 2통칸 사랑방과 사랑마루 1칸으로 이루어진 사랑공간을 두었는데, 사랑마루 뒤에는 빈소방과 새방(새댁방)을 연접시켜 좌익사를 이루게 하였다. 중문칸 우측에는 마구 1칸을 두었는데, 마구는 현재 온돌방으로 개조되어 있으며 마구 뒤에는 곳간과 고방을 연접시켜 우익사를 이루게 하였다. 안채는 안대청을 중심으로 좌측에는 안사랑방을, 우측에는 2통칸 안방과 정지를 연접시켰는데, 좌우측의 안사랑방과 정지의 전면에는 각기 통래칸 1칸씩을 두어 좌우익사와 연접되게 하였다.
정자인 야일당은 17세기 중엽에 중건한 것으로, 문비구성 등에서 고식의 수법을 찾아 볼 수 있는 건물이다. 정침은 야일당 보다는 건립 년대가 다소 늦은 것으로 보이나 지정하여 보존할 가치가 있다고 판단되므로 정침을 포함하여 문화재자료로 지정한다.

## 참고 자료
- 영주 석포리 야일당 - 국가유산청 국가유산포털